# Same Difference
Pour l’article homonyme, voir Same Difference (album).
Same Difference est un groupe de musique britannique de bubblegum pop, composé des frères et sœurs Sean et Sarah Smith. Ils ont été révélés par le biais de la saison 2007 de l'émission britannique The X Factor où ils ont terminé troisième. Leur premier single, "We R One", est sorti le 24 novembre 2008, et leur premier album, Pop, est sorti le 1er décembre 2008. En novembre 2009, il a été annoncé que Same Difference avait signé un contrat d'enregistrement avec le label PopLife Records.

## Biographie

### Débuts
Les frères et sœurs Sean et Sarah ont été élevés à Widley, près de Portsmouth, dans le sud de l'Angleterre. Au moment de leur apparition sur The X Factor, Sean (né le 24 septembre 1985) était un artiste tandis que Sarah (née le 4 novembre 1988) était encore une étudiante. Sean a quitté la maison à l'âge de 17 ans et s'est produit sur des bateaux de croisière. Sarah a quitté la maison à 16 ans pour étudier à l'Italia Conti Academy of Theatre Arts. Elle en sera diplômée en 2007, l'année de leur participation à X Factor. Sarah a également travaillé comme mannequin et a joué dans la série Génial Génie.

### The X Factor
Same Difference a auditionné pour la quatrième saison de l'émission The X Factor en 2007. Le juge Simon Cowell, les décrira alors comme « potentiellement deux des personnes les plus ennuyeux que j'ai jamais rencontré ». Toutefois, il deviendra leur mentor et les qualifiera plus tard de « vraiment gentils ».
Le duo a atteint la finale de l'émission, en grande partie grâce à leurs performances des chansons de S Club 7 tel que "Never Had A Dream Come True" qui connut un grand succès auprès des téléspectateurs. Ils ont finalement terminé en troisième place derrière Rhydian Roberts et le vainqueur Leon Jackson.

#### Performances surThe X Factor
| Émission    | Chanson interprétée                      | Artiste original                                                    | Thème                                                  | Résultat |
| ----------- | ---------------------------------------- | ------------------------------------------------------------------- | ------------------------------------------------------ | -------- |
| Semaine 1   | Tragedy                                  | Bee Gees                                                            | Hits                                                   | Sauvé    |
| Semaine 2   | "Breaking Free"                          | Zac Efron, Vanessa Anne Hudgens and Drew Seeley                     | Musique de film                                        | Sauvé    |
| Semaine 3   | "Reach"                                  | S Club 7                                                            | Big band                                               | Sauvé    |
| Semaine 4   | "I Don't Feel Like Dancin'"              | Scissor Sisters                                                     | Chansons contemporaine                                 | Sauvé    |
| Semaine 5   | "Blame It on the Boogie"                 | Michael Jackson / The Jacksons                                      | Disco                                                  | Sauvé    |
| Semaine 6   | "Nothing's Gonna Stop Us Now"            | Starship                                                            | Chansons d'amour                                       | Sauvé    |
| Semaine 7   | "Any Dream Will Do"                      | De la comédie musicale Joseph and the Amazing Technicolor Dreamcoat | Musique anglaise                                       | Sauvé    |
| Semaine 7   | "Wake Me Up Before You Go-Go"            | Wham!                                                               | Musique anglaise                                       | Sauvé    |
| Semi-finale | "Chain Reaction"                         | Diana Ross                                                          | Chansons pour vous emmener en finale                   | Sauvé    |
| Semi-finale | "Never Had a Dream Come True"            | S Club 7                                                            | Chansons pour vous emmener en finale                   | Sauvé    |
| Finale      | "All I Want for Christmas Is You"        | Mariah Carey                                                        | Chants de Noël                                         | 3e place |
| Finale      | "Any Dream Will Do" (avec Jason Donovan) | De la comédie musicale Joseph and the Amazing Technicolor Dreamcoat | Duo avec l'invité                                      | 3e place |
| Finale      | "Breaking Free"                          | Zac Efron, Vanessa Anne Hudgens et Drew Seeley                      | Chansons de série télévisée favorites des participants | 3e place |

### L'après X Factor
Après avoir quitté l'émission, Same Difference a signé un contrat avec le label Syco. Pendant les X Factor Live Tour le duo a confirmé que leur premier single serai leur reprise de  "Breaking Free" d'High School Musical qu'ils avaient interprétés lors de la finale de l'émission. Il sera finalement remplacé par une création originale. Le 22 novembre 2008, ils sont invités sur la scène de The X Factor en tant qu'invités spéciaux et présentent alors leur single "We R One", qui est sorti deux jours plus tard. Leur premier album Pop est sorti le 1er décembre 2008.
Le Sun annonça le 3 avril 2009 la fin du contrat entre Syco et Same Difference à la suite des résultats décevants des ventes de leur premier album. Il signèrent chez Do One Music Group sous la gestion de Wayne Russell. Le premier single de leur nouvel album, "Shine On Forever (Photo Frame)", est sorti le 29 août 2010 et est entré dans le Top 100 britannique officielle le 5 septembre 2010. Le duo a sorti son deuxième album, The Rest Is History, le 7 février, 2011.

## Discographie

### Albums studio
| Titre               | Détails                                                                       | Positions (UK) | Certifications                     |
| ------------------- | ----------------------------------------------------------------------------- | -------------- | ---------------------------------- |
| Pop                 | - Sortie: décembre 2008 - Label: Syco Music - Formats: CD, téléchargement     | 22             | - BMI: Dique d'Or - Sold: 180,000+ |
| The Rest Is History | - Sortie: février 2011 - Label: PopLife Records - Formats: CD, téléchargement | 95             |                                    |

### Singles
| Année | Single                           | Album               |
| ----- | -------------------------------- | ------------------- |
| 2008  | "We R One"                       | Pop                 |
| 2010  | "Shine On Forever (Photo Frame)" | The Rest Is History |